# Biserica de lemn din Târnava

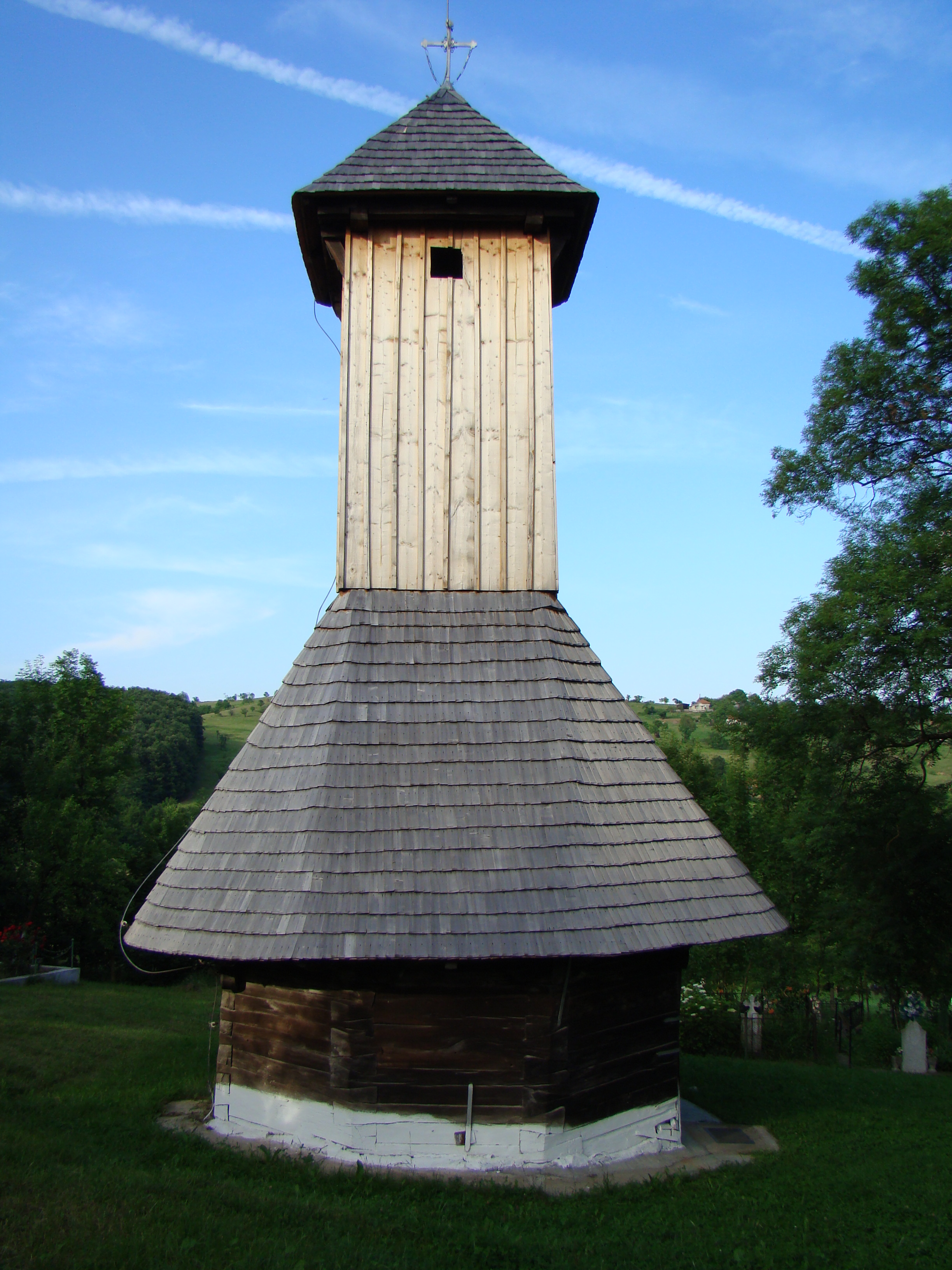
Biserica de lemn din Târnava,comuna Brănişca, județul Hunedoara, foto:iunie 2009

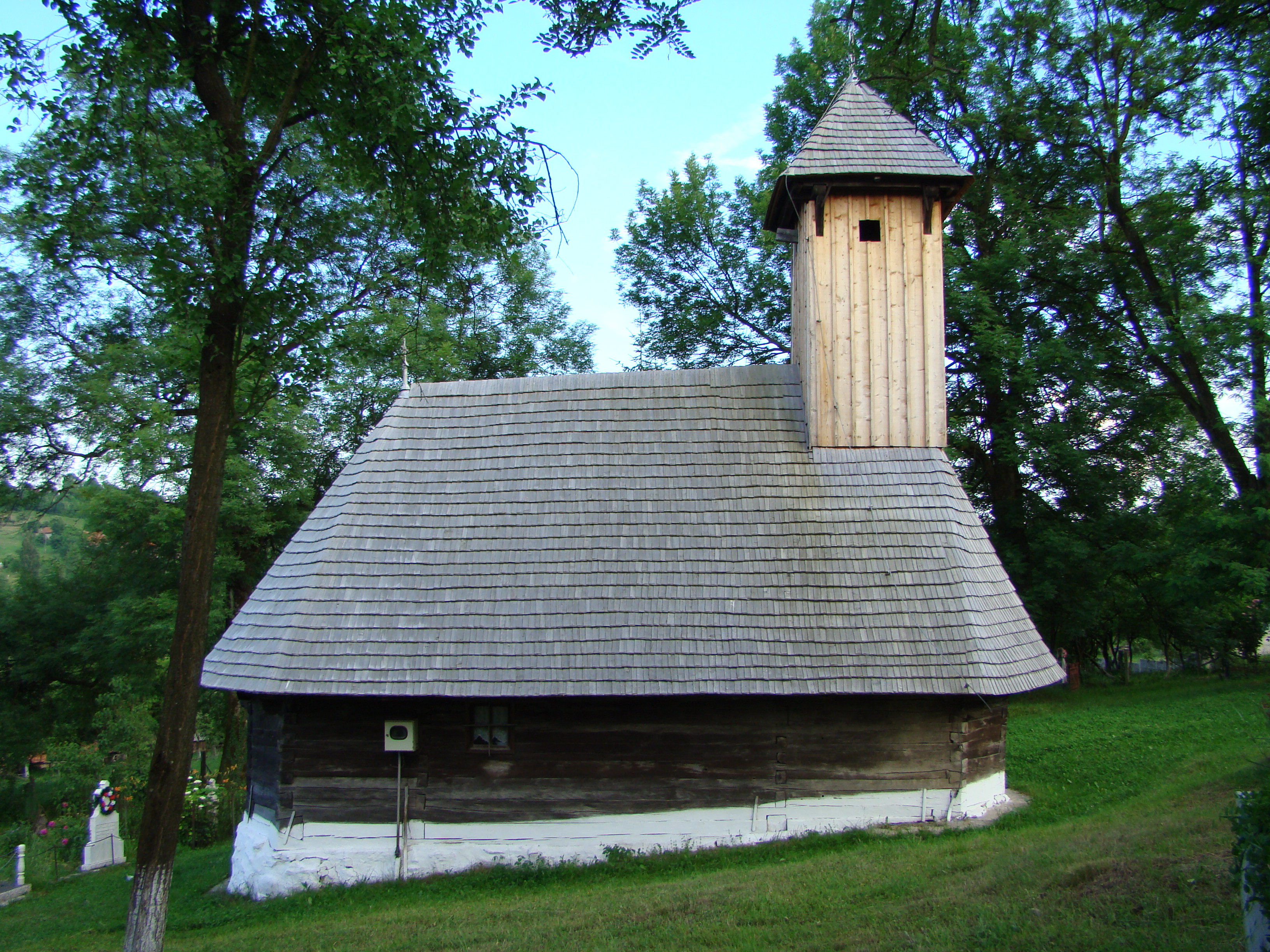
Vedere dinspre nord

Biserica de lemn din Târnava, comuna Brănișca, județul Hunedoara a fost ctitorită în sec.XVIII.. Are hramul „Sfântul Nicolae”. Figurează pe lista monumentelor istorice, cod LMI HD-II-m-A-03462.

## Istoric și trăsături
Biserica „Sfântul Ierarh Nicolae’’ din satul Târnava, un edificiu dreptunghiular de mici dimensiuni, cu terminațiile altarului și ale pronaosului nedecroșate, poligonale cu trei laturi; la construcția șarpantei, predilecte au fost traseele curbe. Planul arhaic, analogiile stilistice existente între acest lăcaș de cult și cel din Târnăvița învecinată, îmbinările în „coadă de rândunică” ale bârnelor, precum și menționarea numelui principelui ardelean Mihai Apafi I (1661-1690) într-o pisanie, greu lizibilă, din interiorul clopotniței, coboară începuturile bisericii până în preajma anilor 1661-1665. Turnul robust, lipsit de foișor, și-a făcut apariția, în forma actuală, abia după un secol, în cadrul unei ample renovări; acel șantier, desfăsurat prin 1765, a fost urmat de pictura întregii suprafețe interioare a bârnelor. Pisania păstrată în dulapul-proscomidiar consemnează: „Pomenește Doamne pe robii tăi acești erei popa Petru Popovici, neunit, zugrav erei Ioan, Măte, Ioan Cătană, Solomon, Ursă, Urs.”
Autorul acestui valoros ansamblu pictural, grav deteriorat din pricina infiltrațiilor de apă și a fumului, a fost neîntrecutul preot-zugrav Ioan din Deva. Diferit, ușile împărătești și câteva icoane poartă amprenta inconfundabilă a altor doi pictori, anume Ioan, poreclit „Urean cel Tânăr”, respectiv artistul anonim de la Certeju de Jos. Învelitoarea de șiță, reînnoită în anii 1969, 1990 și 2006, conferă lăcașului un farmec aparte. 
Conscripțiile anilor 1773, 1750, 1761-1762, 1805 și 1829-1831, precum si harta iosefină (1769-1773) atestă lăcașul în funcțiune, confirmându-i astfel vechimea multiseculară.

## Imagini

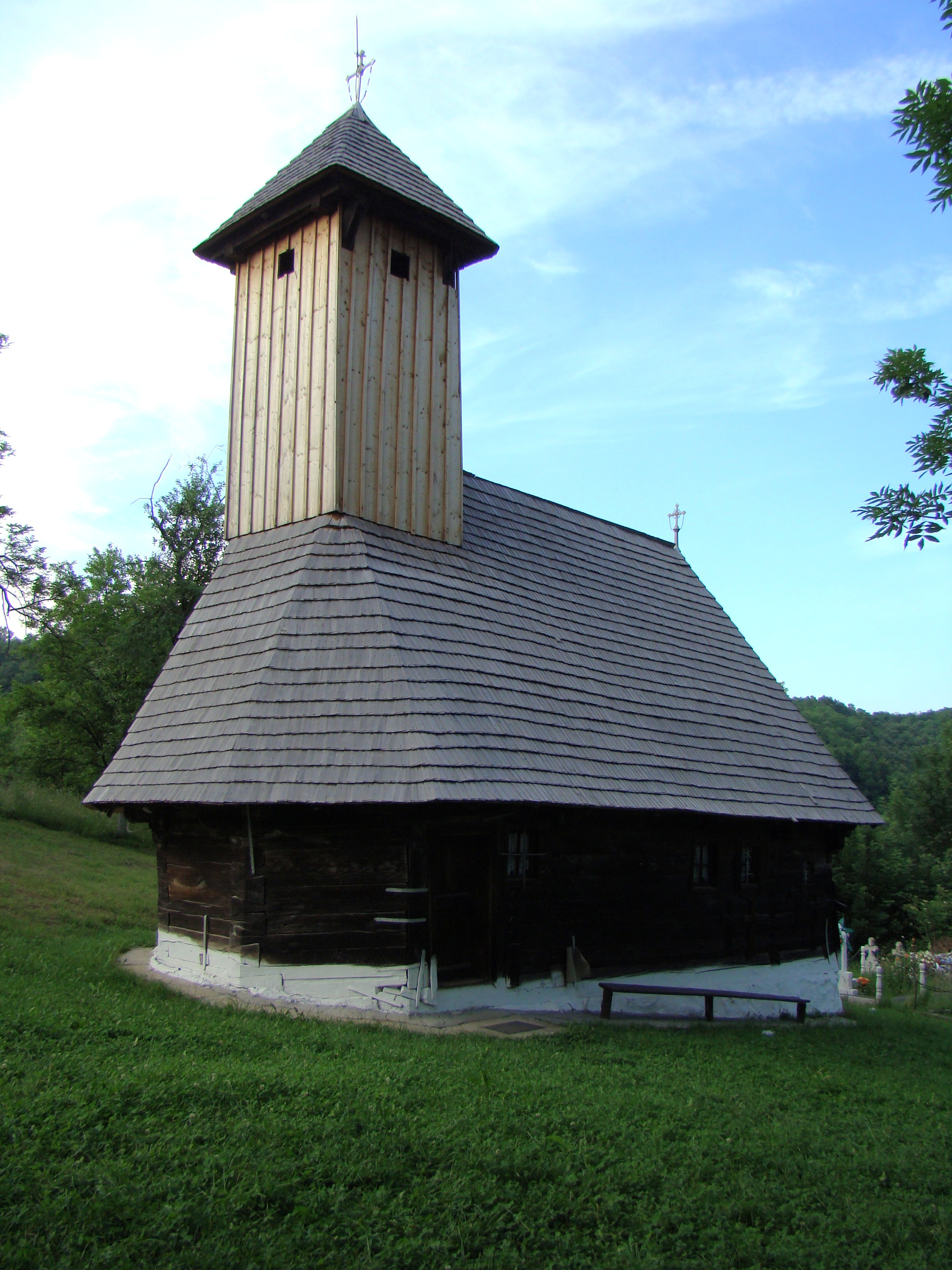
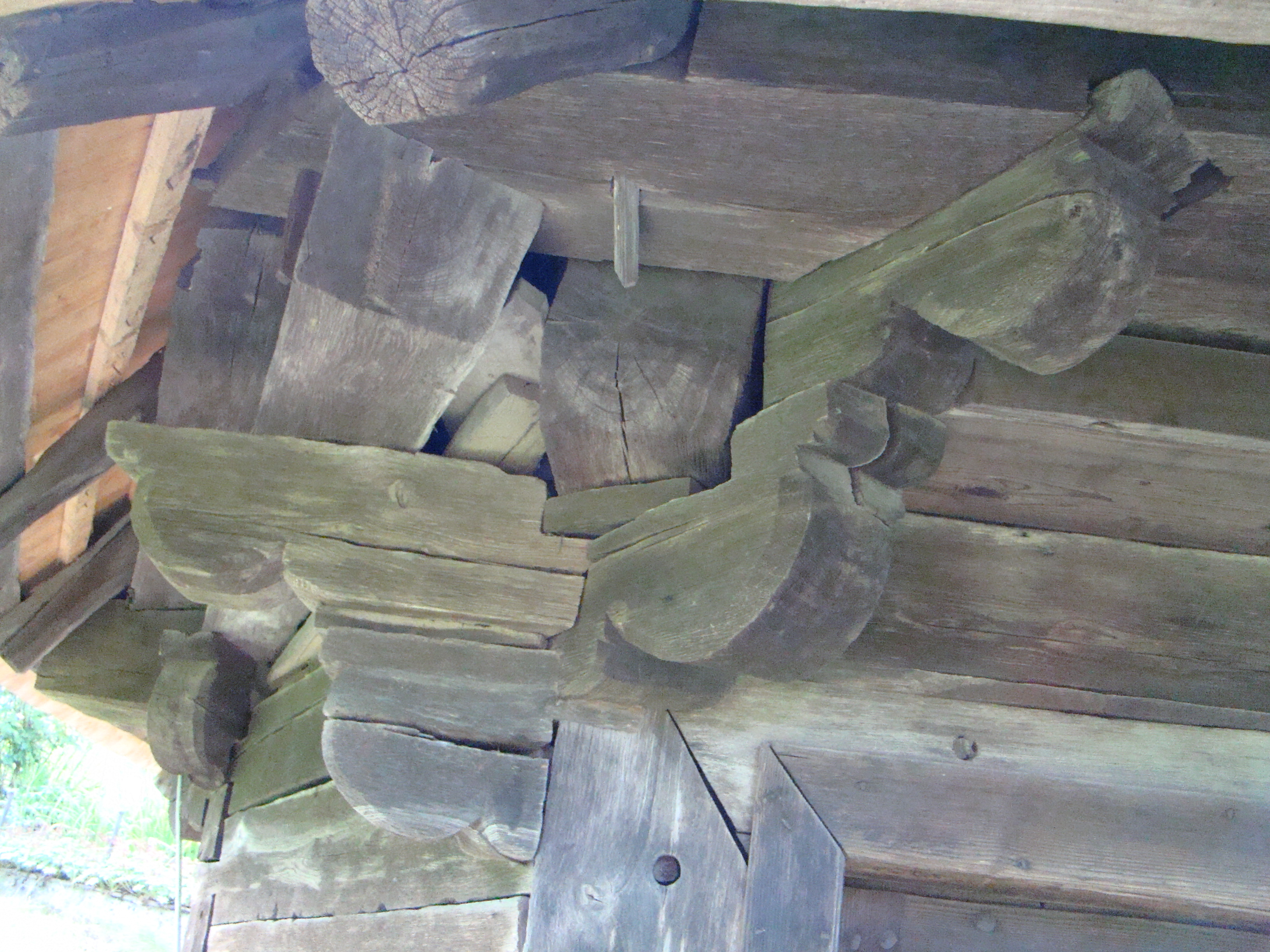
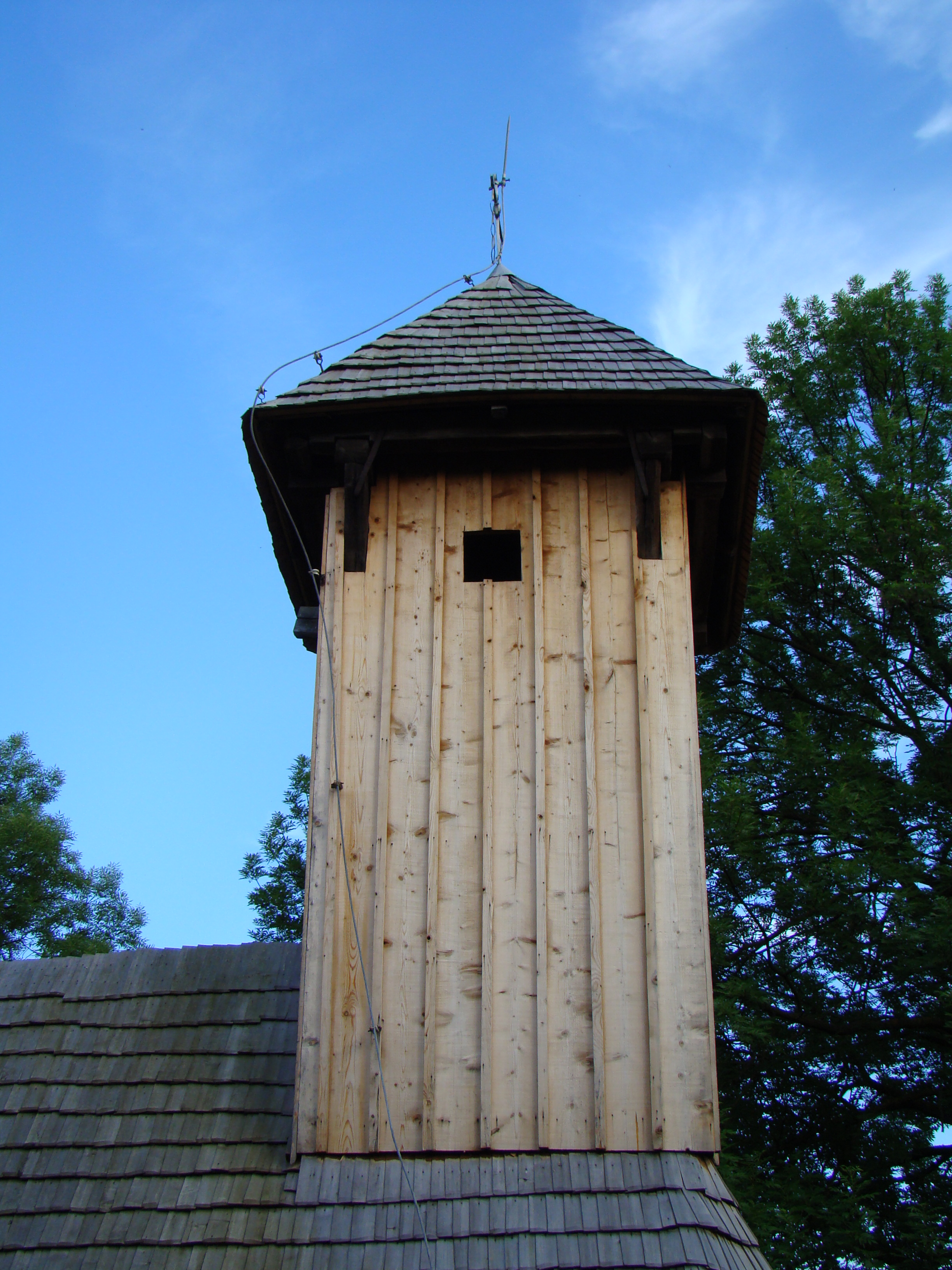
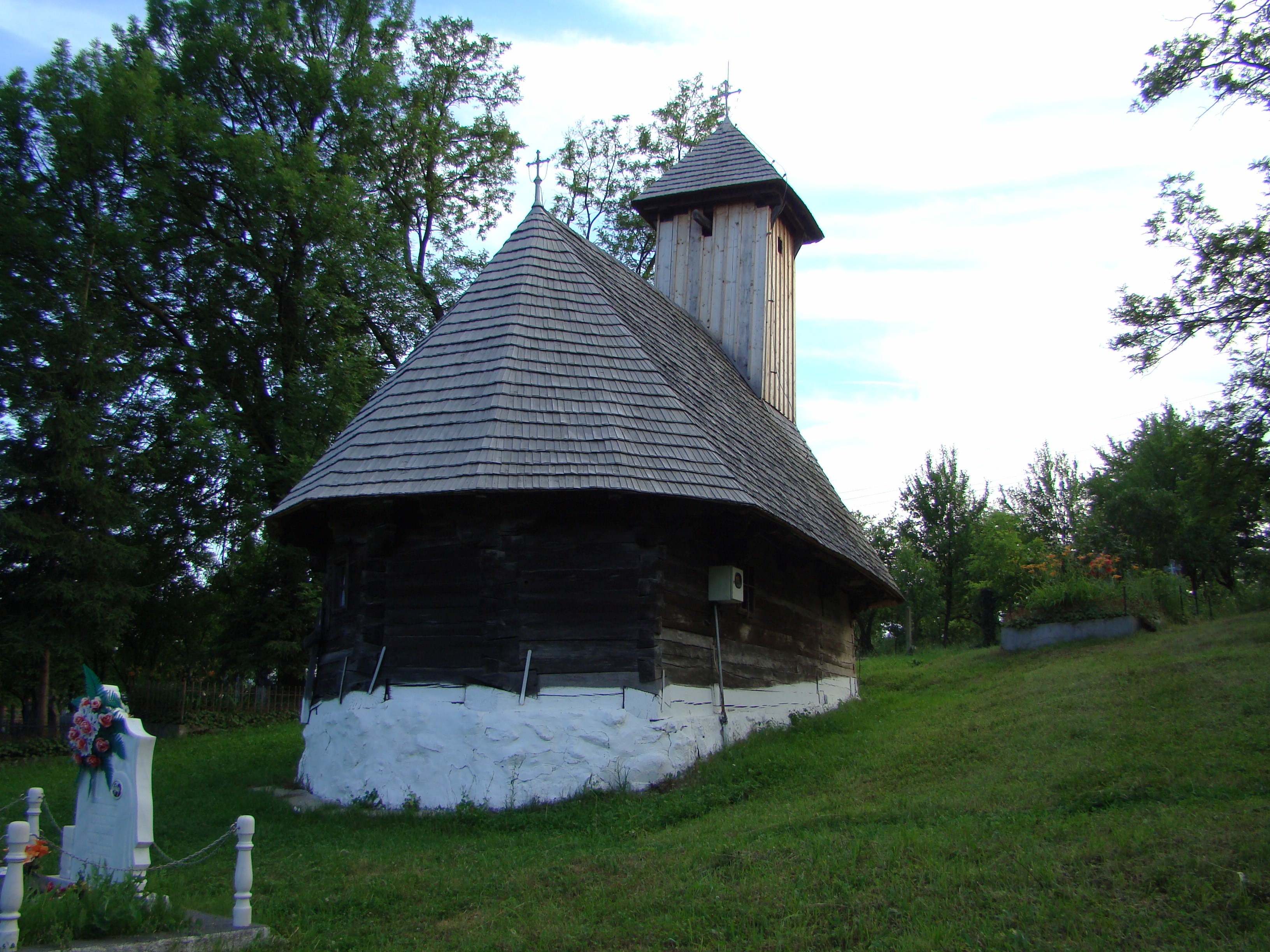
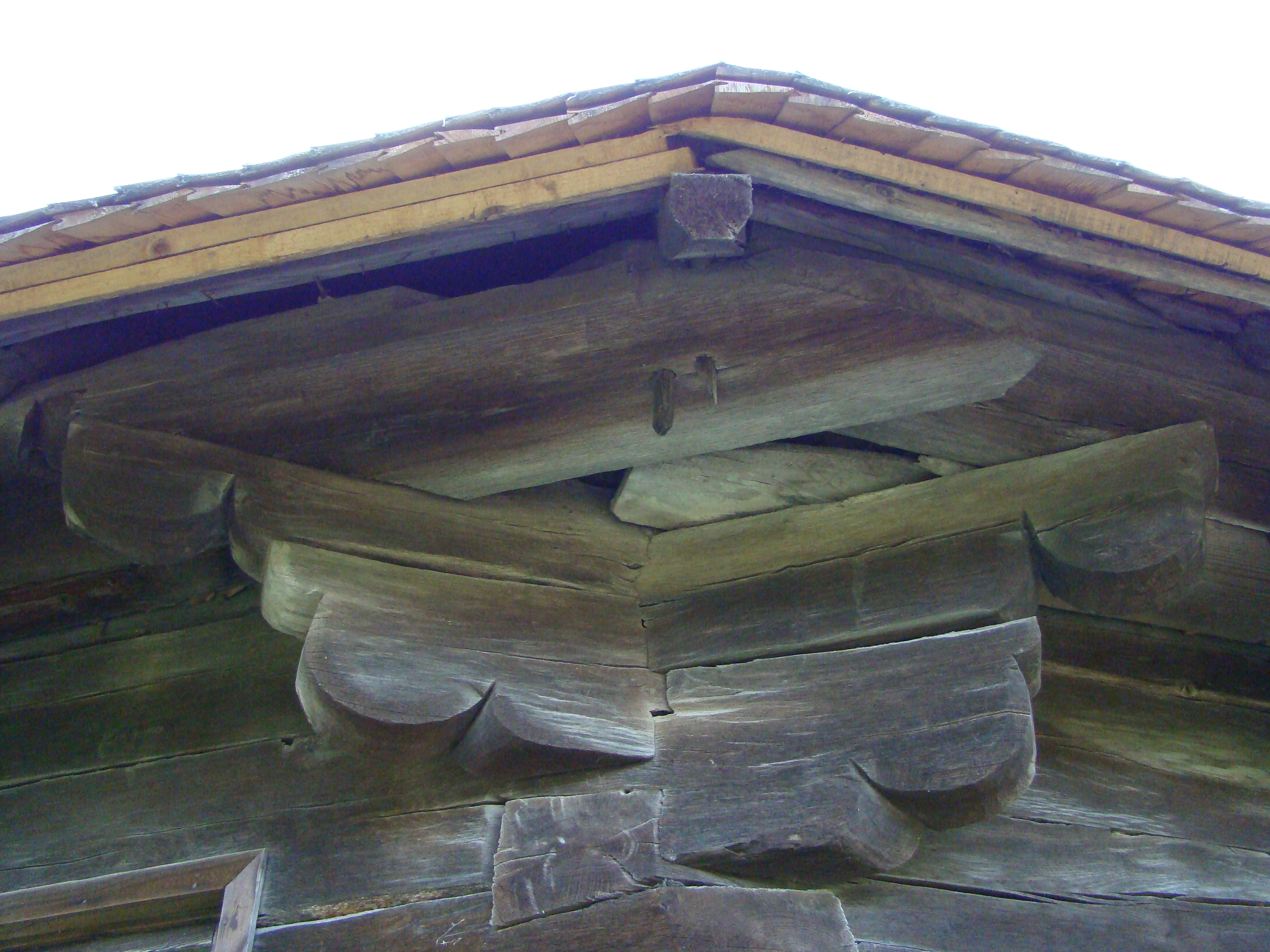
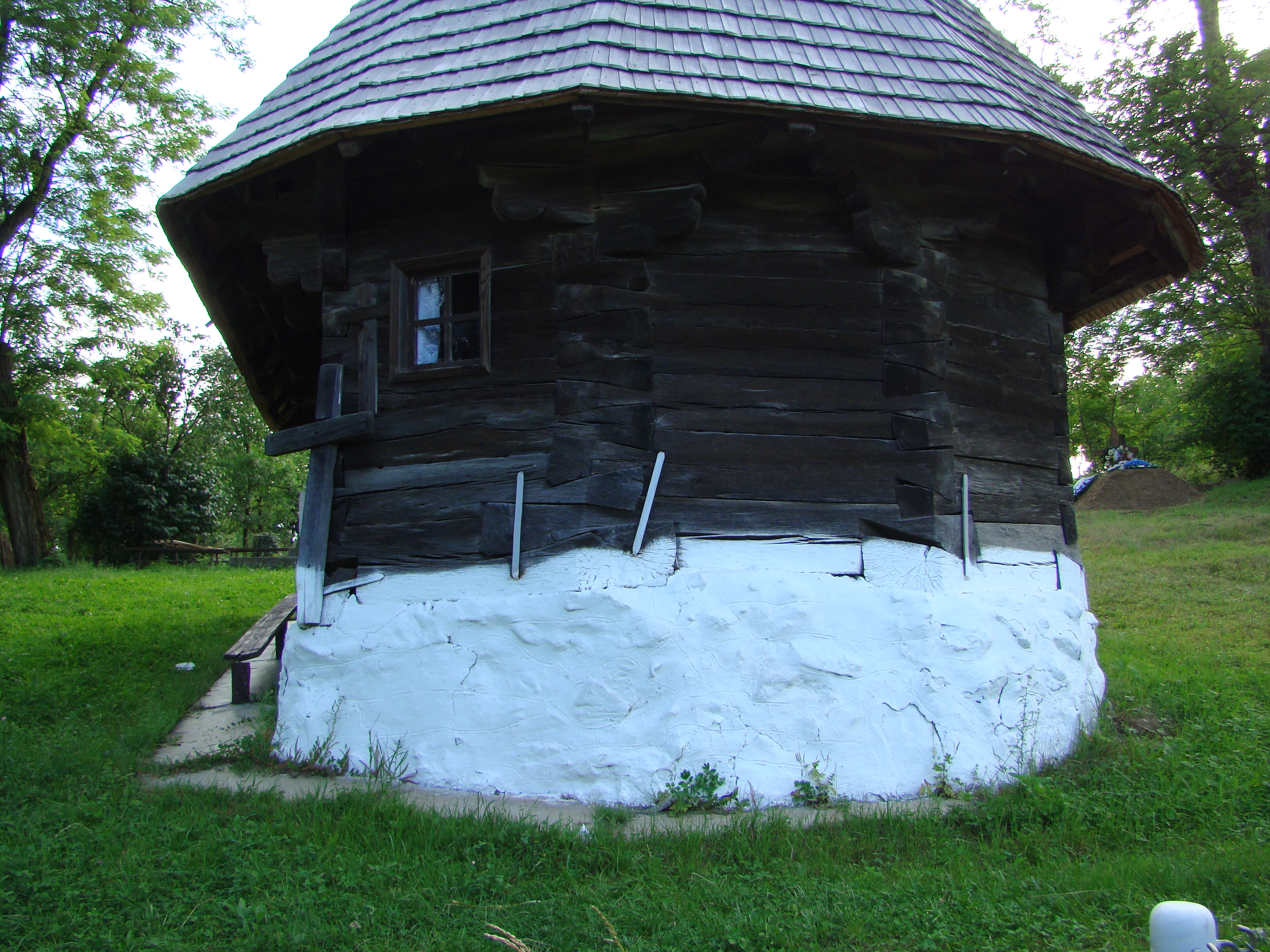
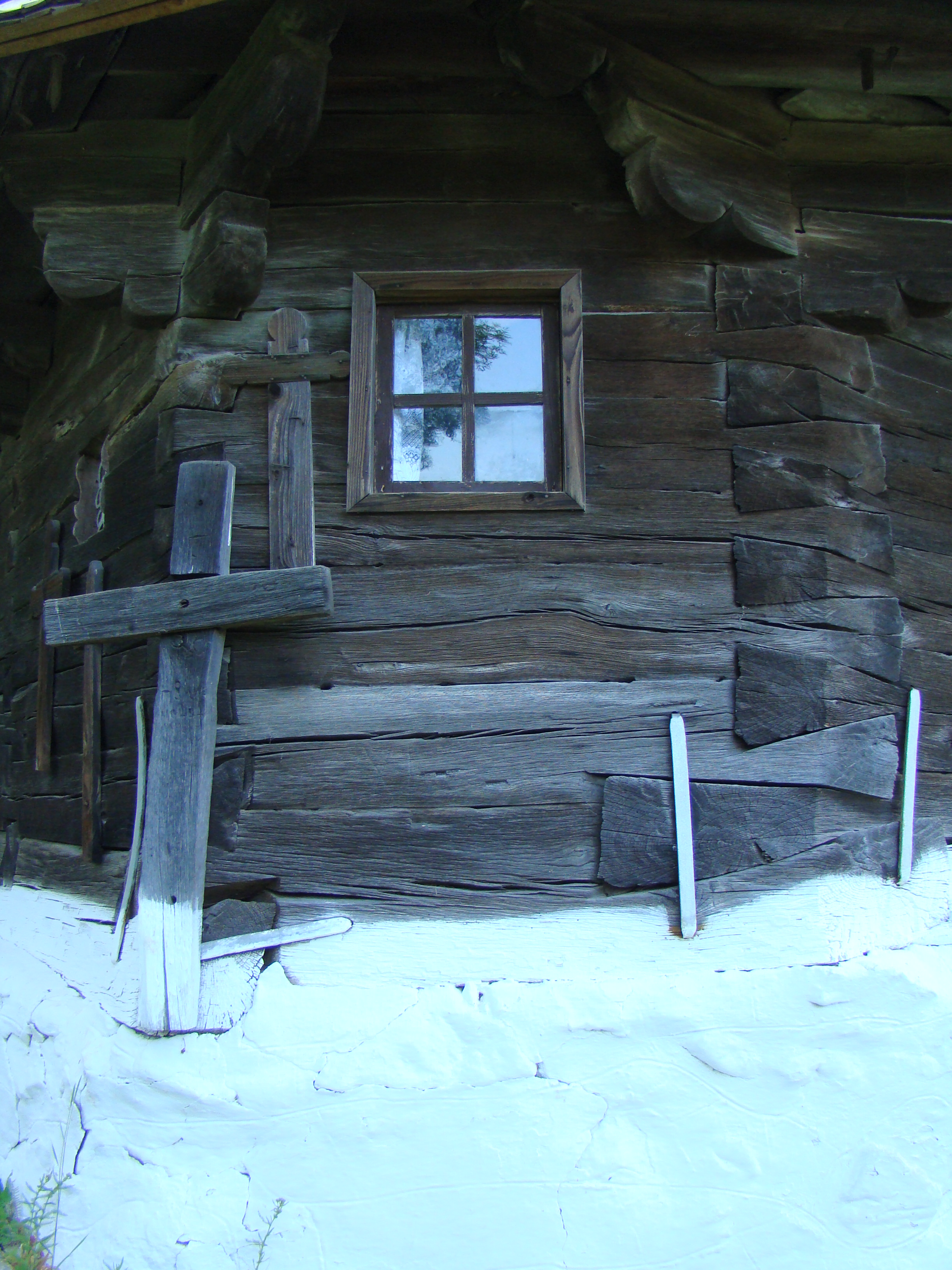
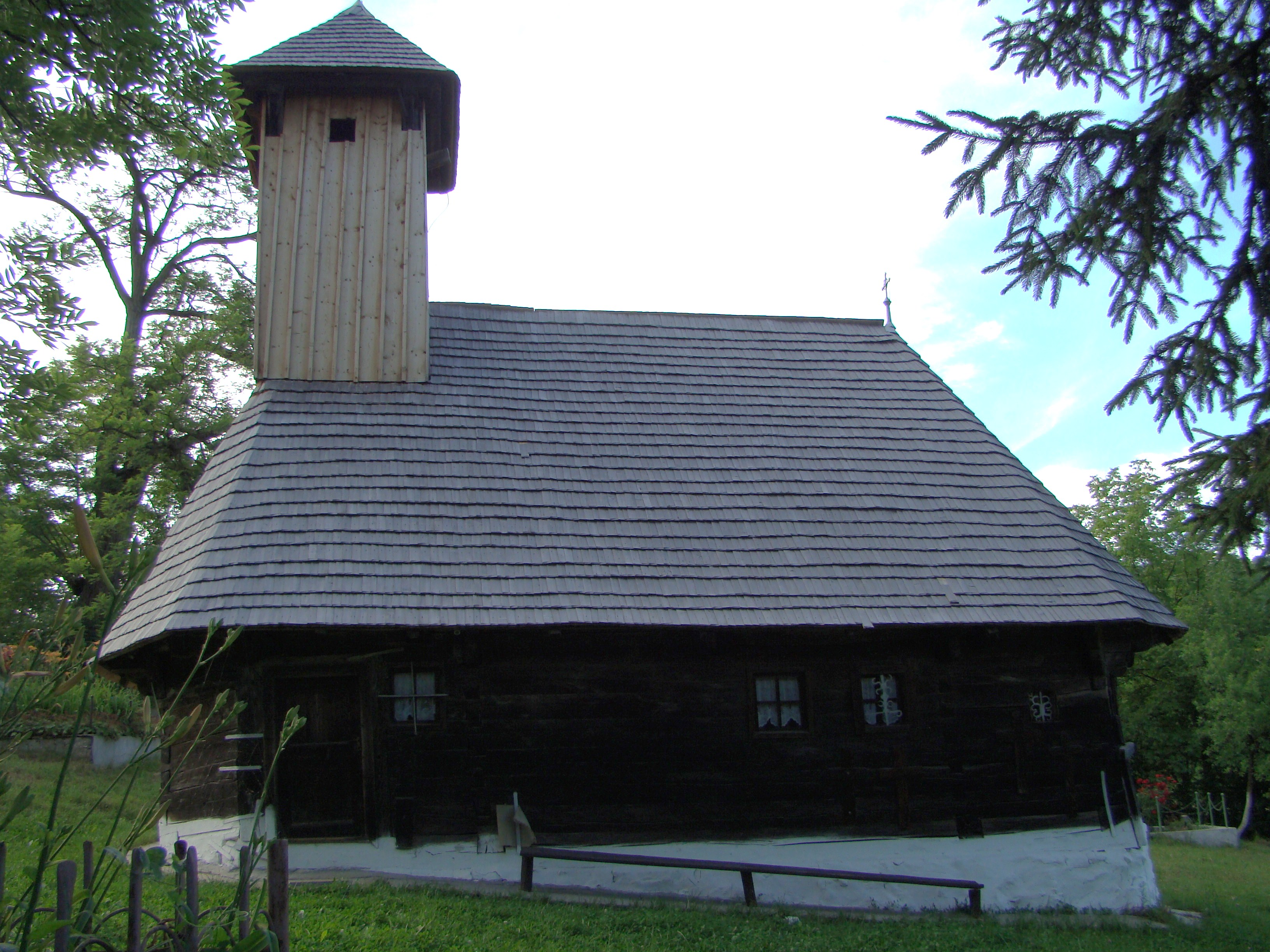
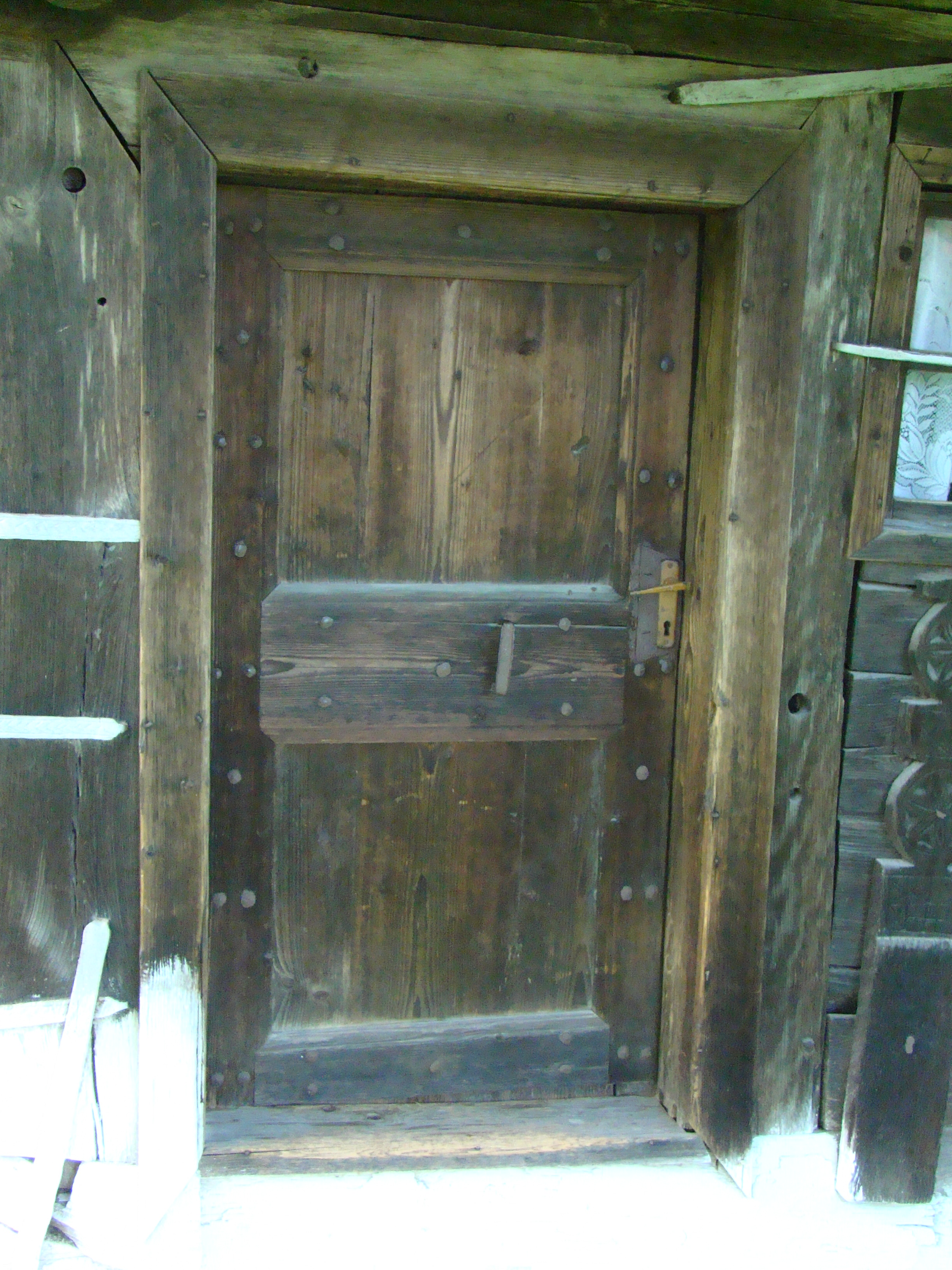
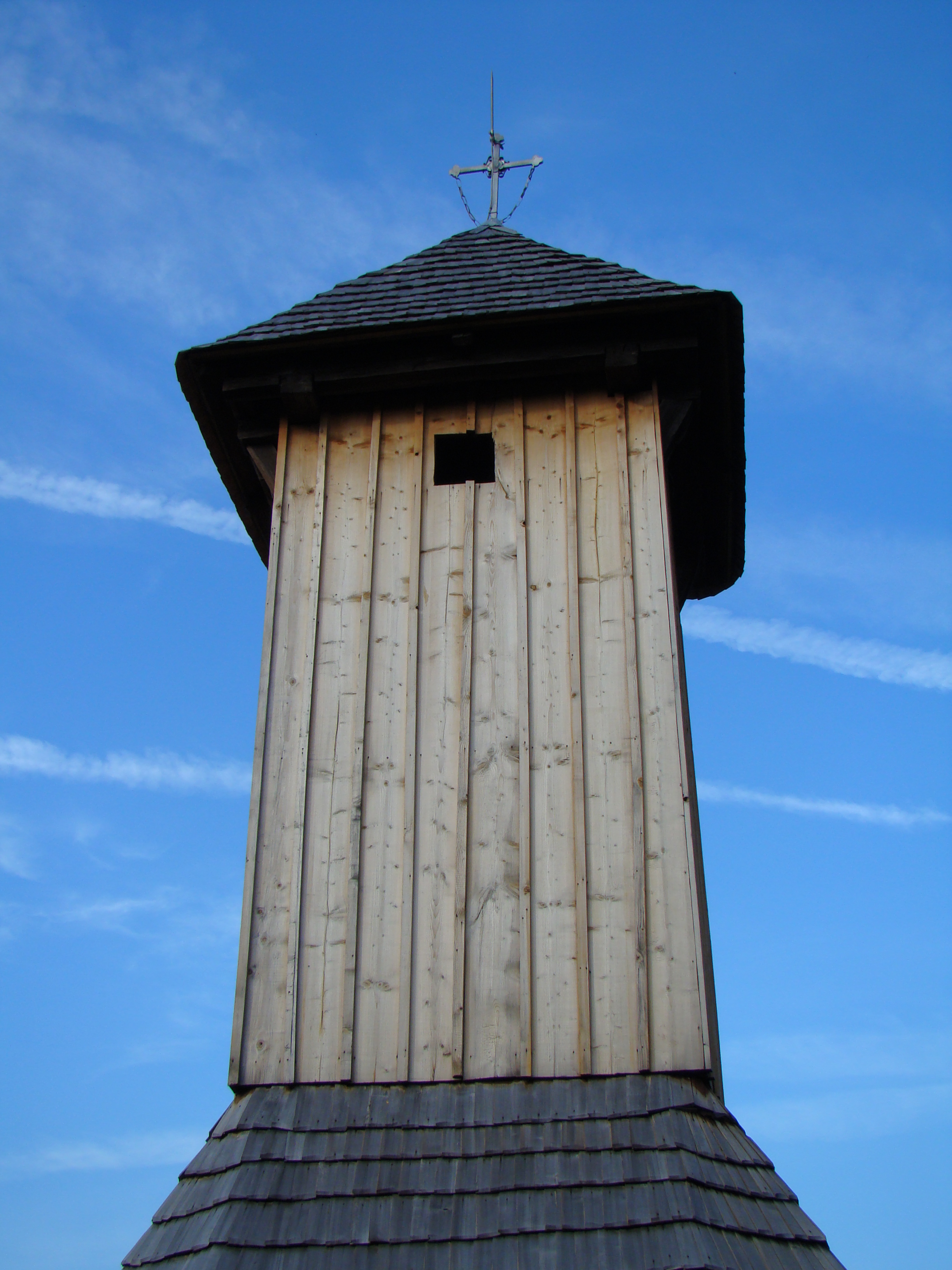